# Fuambai Ahmadu
Fuambai Sia Ahmadu (Estats Units, 1967) és una antropòloga mandé serralleonesa i estatunidenca. Ha treballat tant per a UNICEF com per al Consell Britànic de la Recerca Mèdica a Gàmbia. També va fundar la SiA Magazine, que afavoreix i reconeix com a positiva la mutilació genital femenina, i en què Denise Noe és l'articulista més freqüent. Actualment, resideix a Washington.
Ahmadu va obtenir un PhD en antropologia social a la London School of Economics i es va encomanar a la tasca postdoctoral al Department de Desenvolupament Humà Comparat de la Universitat de Chicago, on és professora associada.
És coneguda per prendre una postura liberal entorn de la mutilació genital femenina i, en particular, per haver decidit d'adulta i com a membre de l'ètnia kono que li fos practicada per la societat secreta Sande. En oposició al posicionament de l'Organització Mundial de la Salut, UNICEF i altres organismes de les Nacions Unides, exposa que el risc de la majoria de mutilacions s'exagera tot sovint, que es malinterpreta l'efecte que tenen en la sexualitat femenina i que per a gran part de les dones que hi són subjectes no ho viuen com una pràctica opressiva. Considera que és un «ritu cultural de pas a l'adultesa». Nombrosos antropòlegs comparteixen el punt de vista d'Ahmadu respecte d'aquesta qüestió.
En concret, defensa que va ser «circumcidada» i no pas «mutilada», que per a ella va ser un acte conscient com a adulta i que tota dona per sobre dels 16 anys hauria de poder triar si vol passar per aquest procediment. Fins i tot es va preparar per a testificar a favor del Dr. Jumana Nagarwala, una d'entre vuit persones acusades de practicar mutilacions genitals a nou nenes de Michigan, Illinois i Minnesota. Finalment, el cas va ser desestimat per inconstitucionalitat, segons va dictaminar el jutge del districte Bernard Friedman.
| «                                                                                              | Les meves germanes feministes occidentals insisteixen a denegar-nos aquest aspecte fonamental d'esdevenir una dona d'acord amb la nostra potent i distintiva herència cultural. | » |
| — Fuambai Sia Ahmadu, «African Doctor: Is Female Circumcision So Awful?» de Jessica a Jezebel. | |   |